# Solange es Menschen gibt
Solange es Menschen gibt (Imitation of Life) ist ein US-amerikanischer Spielfilm aus dem Jahr 1959 über Rassenvorurteile und die Vereinbarkeit von Mutterpflichten und Karriere. Die Hauptrolle spielt Lana Turner unter der Regie von Douglas Sirk. Der Film basiert auf dem Roman von Fannie Hurst und ist eine Neuverfilmung des im Original gleichnamigen Films von John M. Stahl aus dem Jahre 1934.
Es war die letzte Regiearbeit von Douglas Sirk, der anschließend wieder nach Europa zurückkehrte. Obwohl der Film damals ein kommerzieller Erfolg war, standen ihm die meisten zeitgenössischen Kritiker negativ gegenüber. Inzwischen wird er aber weithin als eines der besten Filmmelodramen bewertet. 2015 wurde Solange es Menschen gibt in das National Film Registry aufgenommen.

## Handlung
1947, am Strand von Coney Island. Lora Meredith ist eine verwitwete weiße Mutter. Die aus der Provinz nach New York gekommene Schauspielerin verliert ihre Tochter Susie im Strandgetümmel und bittet den Fotografen Steve Archer, den sie gerade kennengelernt hat, um Hilfe. Sie findet ihre Tochter schließlich in der Obhut der afro-amerikanischen Witwe Annie Johnson, die eine Tochter in Susies Alter hat: Sarah Jane. Sie ist bedeutend hellhäutiger als ihre Mutter, fast schon weiß. Da Annie in finanzieller Bedrängnis ist und keine Unterkunft hat, nimmt Lora sie bei sich auf und die beiden Frauen kommen überein, dass Annie tagsüber die Kinder versorgt, während Lora sich um eine Karriere als Schauspielerin am Broadway bemüht. Lora geht mehrmals mit Steve aus, als dieser sie heiraten will und von ihr verlangt, eine Schauspielkarriere um jeden Preis an den Nagel zu hängen, entscheidet sie sich für eine potentielle Karriere. Nach einigen Misserfolgen schafft Lora ihren Durchbruch als Komödiantin. Sie wird die Geliebte des erfolgreichen Autors David Edwards. Wegen ihrer rücksichtslosen Ambitionen verliert Lora nicht nur die Liebe von Steve, sondern entfernt sich auch emotional von Susie, die in Annie einen Mutterersatz findet. Sarah Jane, die wegen ihrer helleren Hautfarbe für eine Weiße gehalten wird, verleugnet ihrerseits immer öfter ihre Herkunft von einer afro-amerikanischen Mutter und beginnt, diese allmählich zu verachten. Annie jedoch vergibt Sarah Jane jede Demütigung.
Zehn Jahre vergehen. Lora lebt in großem Luxus und jedes ihrer Stücke ist ein Erfolg. Doch sie fühlt eine innere Leere und sucht nach einer neuen Aufgabe. Sie lehnt einen Heiratsantrag von David ab und nimmt parallel das Angebot an, für eine sehr geringe Gage in Europa einen künstlerisch anspruchsvollen Film über die Liebe und die Komplexität menschlicher Beziehungen zu drehen. Auf einer Party trifft sie kurz vor der Abreise Steve wieder, der sie auffordert zu bleiben. Lora entscheidet sich dagegen, bittet Steve jedoch, auf Susie und Annie achtzugeben. Sarah Jane wird unterdessen von ihrem weißen Freund Frankie verprügelt, nachdem dieser von ihrer schwarzen Mutter erfahren hat. Um ihr Passing in der weißen Gesellschaft nicht zu gefährden, verleugnet sie ihre Mutter, Lora und Susie und bricht ihr damit das Herz. Annie findet sie und versucht, ihre Tochter zur Rückkehr zu bewegen. Sarah Jane verleugnet ihre Mutter vor ihren Kolleginnen und bricht Annie damit das Herz.
Kaum ist Lora aus Europa zurück, bricht sich der lange unterdrückte Konflikt mit ihrer Tochter Bahn. Susie hat sich in Steve verliebt und wirft in einer dramatischen Auseinandersetzung ihrer Mutter vor, sie vernachlässigt zu haben. Lora ist außer sich. Sie rechnet Susie vor, wie viel Geld und Luxus sie ihrer Mutter zu verdanken habe. Am Ende nimmt Lora Steves Heiratsantrag an und Susie will in ein College an der Westküste gehen. Die Situation spitzt sich zu, als Annie, die seit dem Zerwürfnis mit ihrer Tochter kränkelt, im Sterben liegt. Auf dem Sterbebett bittet sie Lora, sich um Sarah Jane zu kümmern. Sie gibt letzte Anweisungen für ihr Begräbnis und stirbt. Lora ist vollkommen verzweifelt, erfüllt jedoch Annies letzte Wünsche. Das Begräbnis vereint alle Bekannten, die über die Jahre mit Annie und Lora in Kontakt gekommen sind. Nach einem Gospelsong gesungen von Mahalia Jackson wird Annie zur letzten Ruhe geleitet. Noch ehe die Trauerprozession sich in Gang setzt, kommt Sarah Jane und bittet ihre tote Mutter um Vergebung. Der Film endet mit der Einstellung von Steve, Susie, Lora und Sarah Jane, die in einem Auto sitzen, das der Kutsche mit dem Sarg folgt. Sie halten einander bei der Hand, blicken aber alle in eine andere Richtung. Sarah Jane schmiegt ihren Kopf an Loras Schulter.

## Hintergrund
Der Produzent Ross Hunter und der Regisseur Douglas Sirk waren seit Anfang der 1950er ein eingespieltes Team bei Universal Pictures. Ihre Spezialität lag seit dem überragenden finanziellen Erfolg von Die wunderbare Macht von 1954 in der opulenten Verfilmung von Melodramen. Bereits 1934 hatte John M. Stahl für Universal Pictures Fannie Hursts Roman Imitation of Life verfilmt, damals mit Claudette Colbert und Louise Beavers in den Hauptrollen. Der Film lief in Deutschland unter dem Titel Frauen am Scheideweg.

### Literarische Vorlage
Die Geschichte von Fannie Hurst über die beiden Witwen Bea Pullman und Delilah Johnson ist eine gesellschaftskritische Analyse über Rassenvorurteile und das Problem von Frauen, Beruf und Familie zu vereinen. Während einer Reise, die sie gemeinsam mit der afro-amerikanischen Schriftstellerin Zora Neale Hurston unternahm, erlebte Hurst aus erster Hand die tief verwurzelten Vorurteile ihrer Zeitgenossen gegenüber afro-amerikanischen Menschen. Ihr daraus resultierendes Buch Imitation of Life wurde im Frühjahr 1933 veröffentlicht und schaffte es bis Ende des Jahres auf Platz 9 der Liste der meistverkauften Bücher in der New York Times.
Der Stoff bietet zwei grundsätzliche Möglichkeiten weiblicher Selbstverwirklichung: auf der einen Seite Delilah, eine Frau, die sich bewusst für die Familie und gegen Erfolg im Beruf entscheidet. Delilah hat ein Rezept für Waffeln entdeckt, mit dessen Vermarktung sie jedoch ihre weiße Freundin Bea betraut. Sie will sich lieber ganz ihrer Tochter Peola und der jungen Jessie, Beas Tochter, widmen.
Auf der anderen Seite steht Bea, eine junge Frau, die nur von dem einen Wunsch besessen ist, erfolgreich zu werden. Sie ist eine junge Witwe aus dem Mittelwesten, die für ihren Traum jedes Opfer bringt, nur um am Ende emotionale Leere und ein häusliches Dilemma vorzufinden.
Grundiert wird die Geschichte von der Frage nach der eigenen Identität. Peola will etwas sein, was sie nach außen zwar vermitteln kann, da ihre Hautfarbe sehr hell ist, was sie – als Tochter einer afro-amerikanischen Mutter – jedoch infolge der aktuell bestehenden rassistischen Vorurteile niemals sein wird: eine weiße Frau. So zeigt das Buch den damals noch alltäglichen Rassismus, mit dem Weiße ihren afro-amerikanischen Mitbürgern begegneten.

### Entstehungsgeschichte
Ross Hunter hatte schon Mitte 1956 den Plan gefasst, eine Neuverfilmung von Imitation of Life als Musical in Angriff zu nehmen. Die ersten Pläne sahen vor, die Hauptrollen an Shirley Booth und Ethel Waters zu geben. Der Plan wurde fallengelassen und das Studio versuchte Deborah Kerr und Richard Egan für die Hauptrollen zu gewinnen. Die Wahl von Lana Turner als leidgeprüfte Mutter wurde durch einen spektakulären Zwischenfall im Leben der Schauspielerin begünstigt. Im April 1958 erstach Lana Turners Tochter Cheryl Crane den Liebhaber ihrer Mutter, den Gangster Johnny Stompanato. Nach Aussage von Turner wollte ihre Tochter einen tätlichen Angriff Stompanatos auf sie, Lana Turner, abwehren. Ermittlungen und Prozess zogen sich über Monate hin, am Ende wurde Cheryl Crane wegen Notwehr freigesprochen. Noch einige Jahre vorher hätte ein solches Ereignis die Karriere der Betroffenen gefährdet, wenn nicht zerstört, doch mittlerweile war das Publikum aufgeklärter, und Turner hatte schon vorher den Ruf einer Frau mit turbulentem Privatleben. Sie wurde für ihren Auftritt in Glut unter der Asche, dem bislang größten Erfolg ihrer Laufbahn, für ihre Darstellung einer ledigen Mutter sogar für den Oscar als beste Hauptdarstellerin nominiert. Lana Turner einigte sich mit dem Studio auf einen Vertrag, der ihr einen prozentualen Anteil an den Einspielergebnissen garantierte, was sich als richtige Entscheidung herausstellte. Die Rolle der Sarah Jane wurde mit Susan Kohner, der Tochter von Turners Agenten Paul Kohner und dessen Frau, der mexikanischen Schauspielerin Lupita Tovar, besetzt.
Für die wichtige Rolle der Annie testete das Studio über 40 Schauspielerinnen, darunter so bekannte Namen wie Pearl Bailey und die Opernsängerin Marian Anderson. Am Ende entschied sich Hunter in Rücksprache mit Douglas Sirk für die 43-jährige Juanita Moore, die bis dahin fast nur für das Fernsehen gearbeitet hatte. Die erste Wahl für die Rolle der Susie war Natalie Wood, doch das Studio gab die Rolle dann Sandra Dee, die bereits bei Universal unter Vertrag stand. Dee war schon eine bekannte Darstellerin unbekümmerter Teenager, und der Erfolg von Solange es Menschen gibt machte sie zum Star. Später im Jahr trat sie dann in Die Sommerinsel auf, der Tabuthemen wie Ehebruch und Teenagerschwangerschaften ohne Umschweife auf die Leinwand brachte und noch mehr Geld einspielte als Solange es Menschen gibt.
Die Wahl von John Gavin ging auf den Plan des Studios zurück, aus Gavin den Nachfolger von Rock Hudson als männlichem Topstar zu machen. Unter Sirk hatte er bereits im Vorjahr in der Adaption von Erich Maria Remarques gleichnamigen Antikriegsroman Zeit zu leben und Zeit zu sterben neben Liselotte Pulver mitgewirkt.
Der Titelsong Imitation of Life mit der Musik von Sammy Fain und dem Text von Paul Francis Webster wurde von Earl Grant gesungen.
Der Film wurde für Universal der größte finanzielle Erfolg des Jahres, er spielte über 6,4 Millionen Dollar allein in den USA ein. Es war die letzte US-Regiearbeit von Douglas Sirk, den sein Gesundheitszustand zwang, sich dauerhaft zurückzuziehen. Damit scheiterte auch Ross Hunters Versuch, bereits 1960 eine Neuverfilmung von Madame X mit Lana Turner in der Hauptrolle unter der Regie von Sirk zu verwirklichen.

## Unterschiede zwischen den Versionen
Die beiden Filmversionen des Buches unterscheiden sich teilweise erheblich.

### Version von 1934
In John M. Stahls Version von 1934 heißen die Heldinnen Beatrice Pullman (Claudette Colbert), auch Bea genannt, und Delilah Johnson (Louise Beavers), meist nur Aunt Delilah. Bea ist eine Unternehmerin, die mit einem Waffelrezept, das ihr Delilah freiwillig zur kommerziellen Verwertung überlässt, zu Reichtum und gesellschaftlicher Anerkennung kommt. Delilah verzichtet auf jede Art von Gewinnbeteiligung, zieht sich vollständig in das häusliche Umfeld zurück und kümmert sich um Beas Tochter Jessie und ihre eigene Tochter Peola, die von der afro-amerikanischen Schauspielerin Fredi Washington dargestellt wird.
Das Verhältnis zwischen den verschiedenen Rassen wird in dem Film mit einer gewissen Hoffnung für die Zukunft und auf Veränderungen dargestellt. Nach Georg Seeßlen ist der Film

„ein Reflex auf die liberale Zeitstimmung des New Deal. Die Geschichte [...] steuert auf die Idealisierung einer Harmonie zwischen den Rassen zu, die auf Einsicht und menschlichem Verständnis beruht. [...] Das freiwillige Zusammenstehen der beiden Mütter verweist auf die typische New-Deal-Ideologie, wie sie in vielen Filmen der Zeit (z. B. in den Komödien von Frank Capra) zwischen Arm und Reich und zwischen Männern und Frauen propagiert wurde.“

Gleichzeitig zeige sich hier jedoch auch der

„Übergang einer weiteren stereotypen Figur, der schwarzen Mammy, von einer eher komischen Charakterisierung zu einer menschlichen Dimension. Die schwarze Mammy wird hier zu einer Art Muttergestalt, deren Verständnis von der weißen Frau niemals aufgebracht werden könnte.“

### Version von 1959
In der Version von 1959 ist die Hauptfigur, die von einer Unternehmerin in eine glamouröse Schauspielerin gewandelt wird, sehr stark auf Lana Turner zugeschnitten. Der Aufstieg von Lora Meredith von der zufälligen Begegnung mit einem Fotografen am Strand zu einem berühmten Star soll Parallelen zu Turners eigener Karriere aufweisen. Sie soll in einer Filiale von Schwab’s Drug Store entdeckt worden sein, als sie gerade Limonade trank. Turner stand zudem im Ruf, eine der bestangezogenen Frauen der Zeit zu sein. Um diesem Umstand Rechnung zu tragen, wurde die Figur der Lora mit großem Luxus umgeben. Der damals sehr bekannte Modedesigner Jean Louis wurde für den Film verpflichtet, und Turner hatte nicht weniger als 34 verschiedene Ensembles zum Wechseln. Gleichzeitig trug die Schauspielerin nur echte Juwelen, die einen Gesamtwert von 1.000.000 Dollar hatten. Die angespannte Beziehung zwischen Lora und ihrer Tochter hat Parallelen zu Turners eigenem Leben und dem Skandal um den Tod ihres Geliebten sowie der Rolle, die ihre Tochter Cheryl Crane dabei spielte. Daneben verstärkt die Version von 1959 den Aspekt der Rivalität von Mutter und Tochter um denselben Mann.
Gleichzeitig ist die Grundhaltung des Films weit weniger optimistisch. Zur Schlussszene meint Seeßlen:

„Gegenwärtig ist auch immer jenes andere Amerika, das Amerika des Traums, das Sirk wie viele andere zu finden gehofft hatte; [...] es ist da, wenn Mahalia Jackson in ‚Imitation of Life‘ singt, die Sehnsucht nach Erlösung aller, wirklich aller Menschen in der Stimme. Es ist da, aber es nutzt zu nichts mehr.“

## Synchronisation
Die deutsche Synchronfassung entstand 1959 bei der Berliner Synchron unter Leitung von Volker Becker.
| Rolle                | Schauspieler  | dt. Synchronstimme     |
| -------------------- | ------------- | ---------------------- |
| Lora Meredith        | Lana Turner   | Tilly Lauenstein       |
| Annie Johnson        | Juanita Moore | Elfe Schneider         |
| Steve Archer         | John Gavin    | Horst Niendorf         |
| Susie Meredith       | Sandra Dee    | Marianne Lutz          |
| Sarah Jane Johnson   | Susan Kohner  | Uta Hallant            |
| David Edwards        | Dan O’Herlihy | Friedrich Schoenfelder |
| Allen Loomis         | Robert Alda   | Klaus Miedel           |
| Sarah Jane (8 Jahre) | Karin Dicker  | Heidi Ewert            |
| Susie (6 Jahre)      | Terry Burnham | Reha Hinzelmann        |

## Kritiken
Obwohl ein großer Erfolg an der Kinokasse, kam Solange es Menschen gibt bei den Kritikern 1959 nicht gut an. Bosley Crowther in der New York Times fand wenig freundliche Worte:

„Es ist das unverschämteste Rührstück seit etlichen Jahren. [...] Das Drehbuch von Eleanore Griffin und Allan Scott [...] ist voller Klischees. [...] Die Beerdigung der schwarzen Mutter, die den emotionalen Höhepunkt der Geschichte bildet, ist eine Zumutung geschmackloser Prahlerei und Sentimentalitäten. [...] Unter der Regie von Douglas Sirk agieren Miss Turner und alle anderen Beteiligten ohne Bezug zur Realität und übertreiben. [...] Sie geben eine Imitation von Schauspielerei, wie sie vor 25 Jahren praktiziert wurde.“

In der Bundesrepublik Deutschland bewerteten die zeitgenössischen Kritiken vom film-dienst und der Frankfurter Allgemeinen Zeitung die Beerdigungsszene von Annie Johnson ebenfalls negativ. „Straffere Regie und gepflegtere Dialoge hätten ihr gut getan“, so der film-dienst. Die Frankfurter Allgemeine Zeitung kritisierte die „einseitig“ angelegte Figur Susan Kohners, während Juanita Moore in der Rolle der Annie (eine „Mater dolorosa“) und ihren Mitspielern „[...] der eigentliche Erfolg des Films [...]“ gebühre. Der Gesamteindruck sei „[...] zwiespältig, um nicht zu sagen ermüdend. Dem Drehbuch mangelt es an dramatischen Konflikten, die in harter Auseinandersetzung zu einer konsequenten Lösung drängen. Statt dessen wird viel und behutsam in allen möglichen Stimmungen gemalt, ohne dabei aber ein authentisches Spiegelbild von den Sitten und Gepflogenheiten jener Kreise zu geben, in die der Film die Zuschauer zu führen bestrebt ist“, so die FAZ.
Seit den 1970er Jahren hat sich die Rezeption des Films allerdings gewandelt. Eine Umfrage der BBC unter Filmkritikern etwa wählte 2015 Solange es Menschen gibt auf Platz 37 der besten amerikanischen Filme aller Zeiten. Eine Umfrage des Filmmagazins Sight & Sound listete den Film 2012 auf Platz 93 der besten Filme aller Zeiten.
Für Rainer Werner Fassbinder, ein überzeugter Anhänger von Sirk, war das Urteil eindeutig:

„Ein großer, wahnsinniger Film vom Leben und vom Tod.“

Trotzdem mochten nicht alle späteren Kritiker diese Richtungsänderung in der Wahrnehmung teilen. Das Lexikon des internationalen Films zeigte sich insoweit deutlich weniger begeistert:

„Ein handlungsreich verschlungenes Mutter-Kind-Drama um glamouröse Lebenslügen des amerikanischen Alltags; Douglas Sirk inszenierte seinen letzten Film in Hollywood in dem ihm eigenen melodramatischen Stil hart an der Grenze zum penetranten Rührstück.“

## Auszeichnungen
Golden Laurel 1959
- Auszeichnung als bestes Filmdrama

Golden Globe Awards 1960
- Beste Nebendarstellerin
  - Auszeichnungen für Susan Kohner
  - Nominierung für Juanita Moore

Der Film ging mit zwei Nominierungen in die Oscarverleihung 1960, ohne einen der Preise zu gewinnen.
- Beste Nebendarstellerin
  - Juanita Moore
  - Susan Kohner

2015 wurde Solange es Menschen gibt in das National Film Registry aufgenommen.